# Megachile flammicauda
Megachile flammicauda är en biart som beskrevs av Cockerell 1937. Megachile flammicauda ingår i släktet tapetserarbin, och familjen buksamlarbin. Inga underarter finns listade i Catalogue of Life.